# Tammiku (Ridala)
Tammiku – wieś w Estonii, w prowincji Lääne, w gminie Ridala.